# 安曇野赤十字病院
安曇野赤十字病院（あづみのせきじゅうじびょういん）は、長野県安曇野市豊科にある医療機関である。日本赤十字社長野県支部が設置する病院である。

## 概要
開院以来、南北安曇地方の中核病院として機能し、2019年現在、約2300件以上の救急搬送を受け入れている。

## 沿革
- 1951年（昭和26年）3月8日 - 南安曇郡町村会の要請により、長野県南安曇郡豊科町外五ヶ村伝染病院組合の所有地及び建造物を無償で移管し開院。
- 1968年（昭和43年）5月31日 - 眼科及び麻酔科を開設し、総合病院として承認。
- 1972年（昭和47年）5月10日 - 南安曇郡立伝染病院を閉鎖。
- 2006年（平成18年）4月1日 - 豊科赤十字病院を安曇野赤十字病院へ名称変更。

## 診療科
- 内科
- 神経内科
- 消化器科
- 呼吸器科
- 循環器科
- 小児科
- 外科
- 整形外科
- 脳神経外科
- 皮膚科
- 泌尿器科
- 産婦人科
- 麻酔科
- 眼科
- 耳鼻咽喉科
- リハビリテーション科
- 人工透析

診療協働部門
- 看護部
- 薬剤部
- 検査部
- 放射線科部
- 臨床工学課
- 栄養課

付帯施設
- 訪問看護ステーション
- 訪問リハビリテーション
- 指定居宅介護支援事業所
- 人間ドック健康相談

## 医療機関の指定等
- 保険医療機関
- 国民健康保険療養取扱機関
- 労災保険指定
- 生活保護法医療扶助指定医療機関
- 身体障害者福祉法医療機関
- 戦傷病者特別援護法指定医療機関
- 原子爆弾被爆者指定医療機関
- 結核予防法指定医療機関
- 性病予防法指定医療機関
- 母体保護法指定医療機関
- エイズ協力病院
- 救急告示病院
- 松本広域医療圏第2次救急医療指定施設（輪番病院）
- 災害対策基本法指定機関

## 交通アクセス
電車
- JR東日本・大糸線・豊科駅より、徒歩15分程度。
- JR東日本・篠ノ井線・田沢駅下車、タクシーにて約10分程度・徒歩にて約60分程度。

路線バス
- 安曇野市バス 豊科駅、田沢駅方面より（年末年始を除く平日のみ）
  - 県道57号沿い「安曇野赤十字病院前」バス停にて下車

オンデマンドバス
- あづみんのバス停が玄関前にある。

車　
- 長野自動車道・安曇野ICより、約3分程度。（旧称・豊科IC）